# Equilíbrio hidrostático
Em mecânica de fluidos, diz-se que um fluido está em equilíbrio hidrostático ou mecânico quando ele estiver em repouso, isto é, quando a velocidade de escoamento não mudar ao longo do tempo em todos os pontos do fluido. Isso significa que um fluido em equilíbrio (perfeito) é um referencial inercial, já que nele a força resultante que atua em cada ponto é nula.
O equilíbrio hidrostático ocorre em estrelas quando há o balanço entre a atração do campo gravitacional das camadas superiores pelas inferiores, e entre a diferença de pressão entre essas camadas, que provoca uma força cujo sentido é contrário ao centro da estrela. Se a força de pressão e a força da gravidade não forem equivalentes, a estrela sofrerá mudanças radicais em sua estrutura. Estrelas com menos massa permanecem em equilíbrio por mais tempo, pois consomem seu estoque de hidrogênio mais lentamente e, consequentemente, produzindo por mais tempo a força externa necessária para manter sua estrutura. O Sol, por exemplo, durará mais cerca de 4,5 bilhões de anos. Além de estrelas, o equilíbrio hidrostático é importante para todos os corpos celestes.

## Equilíbrio hidrostático para fluidos na Terra
A equação do equilíbrio hidrostático para fluidos em um campo gravitacional constante, como na superfície terrestre, é:
:{|cellpadding="5" style="border:2px solid #0073CF;background: #F5FFFA; text-align: center;"
|Equação do Equilíbrio Hidrostático (gravidade uniforme)
{\displaystyle {\frac {dP}{dz}}=-\rho (z)g}
|}
Em que {\displaystyle z} é a altura com relação a uma origem (geralmente o solo), {\displaystyle P=P(z)} é a pressão em função da altura e {\displaystyle \rho (z)} é a densidade em um altura particular.
| Demonstração[2] |                                             |
| --- | ------------------------------------------- |
| Para haver equilíbrio hidrostático, todas as camadas de um fluido devem estar sujeitas a uma força nula. Considerando uma camada delimitada pelas altura {\displaystyle z} e {\displaystyle z+\Delta z}, com uma área transversal {\displaystyle A} da camada. Há duas força de pressão atuando sobre este elemento: uma causada pela pressão fluido acima de {\displaystyle z+\Delta z} (vertical e para baixo); e outra causada pela pressão do fluido abaixo da altura {\displaystyle z} (vertical e para cima). Essas forças podem ser obtidas pelo produto da pressão na camada pela área transversal: {\displaystyle F_{superior}=-P(z+\Delta z).A} {\displaystyle F_{inferior}=P(z).A} Já o peso da camada de ar é igual ao produto de sua massa {\displaystyle M} pela aceleração {\displaystyle g} da gravidade. Lembrando que {\displaystyle M=\rho V=\rho A\Delta z}, em que {\displaystyle V} é o volume da camada e {\displaystyle \rho } é a densidade do fluido, o peso é expresso da seguinte forma: {\displaystyle F_{g}=-Mg=-\rho gA\Delta z} Para que haja equilíbrio, a soma de todas essas forças tem que ser nula: {\displaystyle F_{inferior}+F_{superior}+F_{g}=0} {\displaystyle -P(z+\Delta z).A+P(z).A-\rho gA\Delta z=0} {\displaystyle -\left(P(z+\Delta z)-P(z)\right)A=\left(\rho g\right)A\Delta z} Dividindo ambos os lados da equação por {\displaystyle -A\Delta z} e identificando {\displaystyle P(z+\Delta z)-P(z)=\Delta P}, obtém-se: {\displaystyle {\frac {\Delta P}{\Delta z}}=-\rho g} Diminuindo a espessura da camada até torná-la infinitesimal ({\displaystyle \Delta z\to 0}), encontra-se, finalmente: :{\|cellpadding="5" style="border:2px solid #000000;background: #f5f5f5; text-align: center;" | {\displaystyle {\frac {dP}{dz}}=-\rho (z)g} |
|}
Caso a densidade seja constante, essa equação reduz-se ao princípio de Stevin.

## Equilíbrio hidrostático em estrelas

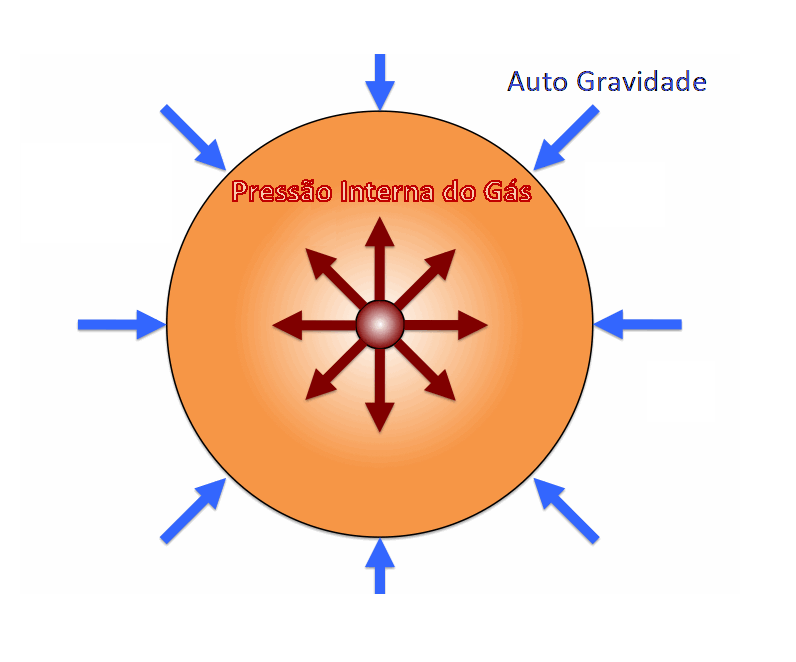
Ilustração do balanço entre a pressão interna do gás e a auto-gravidade de uma estrela. Essa descrição aplica-se para o nosso Sol, que não se expande nem se contrai, porque está em equilíbrio.

Estrelas são formadas dentro de concentrações relativamente densas de gás e poeira interestelar, denominadas nuvens moleculares. Isso ocorre devido à força gravitacional que colapsa um fragmento da nuvem, que então passa a ser considerado um objeto individual com campo gravitacional próprio, independente do restante da nuvem, em primeira aproximação. Conforme esse fragmento se contrai, o gás que compõem sua região central aquece e aumenta sua densidade, formando a protoestrela. O disco externo, em rotação devido à conservação do momento angular do fragmento, evolui mais lentamente e formará, possivelmente, um sistema planetário. A matéria continua a cair em direção à protoestrela, aumentando rapidamente seu tamanho.
A queda de matéria em direção ao centro é então interrompida quando se iniciam as reações de fusão nuclear no centro da protoestrela. Tais reações produzem um radiação que causa um gradiente de pressão entre camadas da atmosfera. Esse gradiente sempre aponta para longe do centro, opondo-se a força gravitacional e impedindo o colapso do objeto. Diz-se a partir desse momento que foi atingido o equilíbrio hidrostático e a protoestrela passa a ser uma estrela de tamanho bem definido, já que o objeto não mais se contrai.

### Equação
A equação fundamental do equilíbrio hidrostático estelar é:
:{|cellpadding="5" style="border:2px solid #FF0000;background: #F5FFFA; text-align: center;"
|Equação do Equilíbrio Hidrostático (não-relativística)
{\displaystyle {\frac {dP}{dr}}=-{\frac {GM(r)\rho (r)}{r^{2}}}}
|}
Em que {\displaystyle r} é a distância ao centro da estrela, {\displaystyle P=P(r)} é a pressão em função dessa distância, {\displaystyle \rho (r)} é a densidade naquela particular distância, e {\displaystyle M(r)} é a massa da estrela do centro até aquela distância, calculada através da seguinte integral:
{\displaystyle M(r)=\int _{0}^{r}4\pi r'^{2}\rho (r')dr'}
| Demonstração[1] |                                                                  |
| --- | ---------------------------------------------------------------- |
| Para haver equilíbrio hidrostático, todas as forças que atuam em qualquer elemento de volume dentro da estrela têm que ser compensadas exatamente, já que uma força resultante não nula implicaria movimentos e, portanto, mudanças na estrutura. As únicas forças que precisamos considerar são a força gravitacional, para dentro, e a força de pressão, para fora. Considerando um elemento de volume cilíndrico, a uma distância {\displaystyle r} do centro da estrela, com seu eixo na direção do centro, com uma seção transversal {\displaystyle dS} e um comprimento {\displaystyle dr}. A força de pressão atuando sobre este elemento, causada pela diferença de pressão nas paredes interna e externa, é expressa pelo produto da área infinitesimal do cilindro por essa diferença de pressão: {\displaystyle dF=-dP.dS} Pela regra da cadeia, {\displaystyle dP={\frac {dP}{dr}}.dr}. O sinal negativo da equação acima significa então que a pressão aumenta conforme o raio {\displaystyle r} diminui. Já a força gravitacional atuante nesse volume infinitesimal é dada pelo produto do elemento de massa {\displaystyle dm} pela aceleração gravitacional naquele ponto {\displaystyle g={\frac {GM}{r^{2}}}}, em que {\displaystyle M=M(r)} é a massa total abaixo do elemento de volume que, portanto, o atrai. Essa massa das camadas inferiores pode ser calculada se conhecida a função densidade {\displaystyle \rho (r)} da estrela, já que {\displaystyle \rho (r)={\frac {dM}{dV}}={\frac {dm}{dV}}}, em que {\displaystyle dV} é o elemento de volume. Assumindo a simetria esférica {\displaystyle (V(r')={\frac {4\pi r'^{3}}{3}}}), portanto, a massa das camadas inferiores é calculada pela seguinte integral: {\displaystyle M(r)={\int _{0}^{r}}dM={\int _{0}^{r}}{{\frac {dM}{dV}}.{\frac {dV}{dr'}}}dr'={\int _{0}^{r}}{\rho (r).4\pi r'^{2}}dr'} Finalmente, a expressão do elemento de força gravitacional atuando no particular volume deve ser (fazendo uso da regra da cadeia e de que {\displaystyle dV=drdS}): {\displaystyle dF_{g}=dm.g={\frac {dm}{dV}}{\frac {GM(r)}{r^{2}}}dV=\rho (r){\frac {GM(r)}{r^{2}}}drdS} Para que haja equilíbrio segue que {\displaystyle dF=dF_{g}}: {\displaystyle -{\frac {dP}{dr}}.drdS=\rho (r){\frac {GM(r)}{r^{2}}}drdS} Isso implica que: :{\|cellpadding="5" style="border:2px solid #000000;background: #f5f5f5; text-align: center;" | {\displaystyle {\frac {dP}{dr}}=-{\frac {GM(r)\rho (r)}{r^{2}}}} |
|}
A equação de equilíbrio hidrostático acima é embasada pela mecânica Newtoniana. Em regimes relativísticos, em que tal abordagem não é válida, é necessário usar a equação de Tolman-Oppenheimer-Volkoff.

#### Densidade constante
Como a equação do equilíbrio hidrostático é uma equação integro-diferencial, é necessário conhecer a função densidade {\displaystyle \rho (r)} para resolvê-la. A solução mais simples e não-trivial (que seria a solução para {\displaystyle \rho (r)=0}) é a solução para densidade {\displaystyle \rho (r)=constante}.
Usando os métodos de resolução de equações diferenciais, descobre-se que a pressão {\displaystyle P} em função da distância {\displaystyle r} ao centro da estrela é dado pela seguinte expressão:
{\displaystyle P(r)={\frac {2\pi G}{3}}(\rho R)^{2}\left[1-\left({\frac {r}{R}}\right)^{2}\right]}
Em que {\displaystyle R} é o raio da estrela.
| Demonstração | |
| --- | -------------------------------------------------------------------------------------------------- |
| Para essa demonstração, basta usar a condição de {\displaystyle \rho (r)=constante} para obter a massa {\displaystyle M(r)}: {\displaystyle M(r)=\int _{0}^{r}4\pi r'^{2}\rho (r')dr'=4\pi \rho \int _{0}^{r}r'^{2}dr'={\frac {4\pi \rho }{3}}r'^{3}{\Biggr \|}_{0}^{r}={\frac {4\pi \rho }{3}}r^{3}} Conhecida a massa total em função de {\displaystyle r}, usa-se então a equação principal: {\displaystyle {\frac {dP}{dr}}=-{\frac {GM(r)\rho }{r^{2}}}=-{\frac {G\rho }{r^{2}}}{\frac {4\pi \rho }{3}}r^{3}=-{\frac {4\pi G}{3}}\rho ^{2}r} Mudando de variável temporariamente ({\displaystyle r\to r'}) para integrar e colocar {\displaystyle r} como uma variável no extremo de integração inferior, obtemos: {\displaystyle \int _{r}^{R}{\frac {dP}{dr'}}dr'=-\int _{r}^{R}{\frac {4\pi G}{3}}\rho ^{2}r'dr'} {\displaystyle P(r'){\Biggr \|}_{r}^{R}=-{\frac {4\pi G}{3}}\rho ^{2}{\frac {r'^{2}}{2}}{\Biggr \|}_{r}^{R}} {\displaystyle P(R)-P(r)=-{\frac {2\pi G}{3}}\rho ^{2}(R^{2}-r^{2})} Em que {\displaystyle R} é o raio da estrela. Como à distância do raio da estrela a atmosfera deve sumir, a pressão deve ser nula, ou seja, {\displaystyle P(R)=0}. Desenvolvendo o que sobrou na equação, finalmente obtemos: {\displaystyle -P(r)=-{\frac {2\pi G}{3}}\rho ^{2}[R^{2}]\left[1-\left({\frac {r^{2}}{R^{2}}}\right)\right]} :{\|cellpadding="5" style="border:2px solid #000000;background: #f5f5f5; text-align: center;" | {\displaystyle P(r)={\frac {2\pi G}{3}}(\rho R)^{2}\left[1-\left({\frac {r}{R}}\right)^{2}\right]} |
|}